# Iyo Sky
Masami Odate (大館正美, Ōdate Masami, Kamakura, Prefectura de Kanagawa, 8 de maig de 1990), coneguda com a Iyo Sky (estilitzat en majúscules), és una lluitadora professional japonesa. Actualment treballa per a l'empresa nord-americana WWE, on es presenta a la marca Raw com a membre de Damage Control. Entre els seus èxits, destaca un regnat com a Campiona Femenina de WWE, i dos com a Campiona Femenina a Parelles de WWE al costat de Dakota Kai. Anteriorment es presentava al territori de desenvolupament NXT amb el nom de Io Shirai (紫雷 イオ, Shirai Io) (/ˈiːoʊ/), on va ser una excampiona femenina de NXT i excampiona femenina a parelles de NXT.
Odate, coneguda com a Io Shirai (紫雷 イオ, Shirai Io) va debutar com a lluitadora professional el març de 2007. Durant els primers anys de la seva carrera, va destacar com a membre d'un equip de lluita, formant parella amb la seva germana gran, Mio Shirai. Juntes van competir en diverses promocions al Japó i a Mèxic, aconseguint el TLW World Young Women's Tag Team Championship.
El juny de 2010, Io i Mio Shirai es van unir a Kana per formar el grup Triple Tails, una aliança que es va mantenir durant quinze mesos. Posteriorment, Io Shirai va decidir centrar-se en la seva carrera individual i es va incorporar a la promoció World Wonder Ring Stardom. L'abril de 2013, va aconseguir el títol principal de l'organització, el World of Stardom Championship, que va retenir durant més de quinze mesos.
Destaca per haver estat dues vegades Campiona Mundial d'Stardom, així com campiona d'altres títols com el Goddess of Stardom, el Wonder of Stardom Championship, el High Speed Championship i el SWA World Championship. A més, va aconseguir un rècord històric en convertir-se cinc vegades Artist of Stardom Champion, fet que la situa com l'única Campiona Gran Slam d'Stardom. També va ser reconeguda com l'«ace» de la promoció, consolidant-se com una de les figures més destacades de la història d'Stardom.

## Primers anys
Masami Odate va néixer el 8 de maig de 1990 a Kamakura, a la prefectura de Kanagawa (Japó). És la germana petita de Mio Shirai, també lluitadora professional.

## Carrera

### Circuit independent

#### Team Makehen (2007–2010)
Io Shirai va debutar en la lluita lliure professional el 4 de març de 2007, al costat de la seva germana gran, Mio Shirai, ambdues adoptant els noms de ring Io i Mio Shirai, respectivament (Shirai significa «Llampec Porpra»). En el seu debut, les germanes Shirai van fer equip amb Toshie Uematsu per enfrontar-se a Erika Ura, Nozomi Takesako i Yuri Urai. En aquell moment, Io Shirai tenia només 16 anys i compaginava la seva carrera com a lluitadora amb una feina a temps parcial i els estudis de secundària.
Després de graduar-se, Shirai va començar a treballar a temps complet com a lluitadora professional. Juntament amb la seva germana, van representar el Team Makehen, un grup de lluitadors entrenats per Tomohiko Hashimoto, competint en diverses promocions independents durant el seu primer any de carrera, incloent Ibuki, Pro Wrestling Wave, JWP Joshi Puroresu i Sendai Girls Pro Wrestling.
El 19 d'octubre de 2008, Io i Mio Shirai van debutar a All Japan Pro Wrestling (AJPW), una de les principals promocions de lluita lliure professional al Japó, on van derrotar l'equip format per Kyoko Kimura i Mikado.
Entre gener i març de 2009, les germanes Shirai van fer diverses aparicions a Pro Wrestling Zero1, una gran promoció que habitualment no es dedica a la lluita lliure femenina. El 29 d'abril, Io i Mio Shirai van aconseguir el seu primer títol en derrotar Moeka Haruhi i Tomoka Nakagawa a la final d’un torneig, convertint-se en les primeres campiones del TLW (Totally Lethal Wrestling). Tot i el seu nom, aquest títol estava associat amb Pro Wrestling Wave.
El 12 de juliol, Io Shirai va tenir la seva primera oportunitat per a un títol individual, en desafiar sense èxit Misaki Ohata pels campionats Júnior JWP i Princess of Pro-Wrestling durant l’esdeveniment Ibuki #30. Entre juliol i novembre del mateix any, les germanes Shirai van treballar durant quatre mesos amb la promoció Ice Ribbon.
El 12 de novembre de 2009, les germanes Shirai van participar en el torneig Team Team Fall Six Person Tagnament de Pro Wrestling Wave, formant equip amb Gami. En el seu primer combat, el trio va ser derrotat per Ran Yu-Yu, Ryo Mizunami i Toshie Uematsu. Malgrat això, van aconseguir continuar al torneig després de vèncer Misaki Ohata, Moeka Haruhi i Yumi Ohka en un combat de consolació celebrat el mateix dia.
El 25 de novembre, les Shirais i Gami van avançar fins a la final del torneig. Primer, van derrotar Bullfight Sora, Cherry i Kaoru a les semifinals, i més tard van vèncer Ayumi Kurihara, Kana i Shuu Shibutani a la final. Io Shirai, com a capitana de l'equip, va assegurar la victòria en marcar el pinfall decisiu sobre Shibutani.
El 23 de desembre, les Shirais van perdre el Campionat Mundial de Parelles Femení TLW contra Misaki Ohata i Moeka Haruhi.
Posteriorment, el 30 de maig de 2010, Io Shirai va participar en el torneig Catch the Wave 2010. Després de sumar tres victòries i una derrota, va empatar en la primera posició del seu bloc. No obstant això, va ser eliminada del torneig el 10 d'agost, després de perdre una lluita de desempat contra Ryo Mizunami.

#### Triple Tails (2010-2011)
El 19 de juny del mateix any, les germanes Shirai van formar l'aliança coneguda com a Triple Tails al costat de Kana, derrotant a Ayumi Kurihara, Hikaru Shida i Yoshiko Tamura en el seu primer partit juntes en un esdeveniment de lluita NEO Japan Ladies Pro. Com a resultat, les Shirais van rebre una oportunitat pel NEO Tag Team Championship, de Kurihara i Tamura el 4 de juliol, però van ser derrotats pels campions defensors. L'1 d'agost, Io es va associar amb Kana per a obtenir una altra oportunitat al títol, però van anar novament derrotats per Kurihara i Tamura. Triple Tails va tornar a la seva manera de guanyar el 29 d'agost en derrotar a Asami Kawasaki , Hikaru Shida i Nagisa Nozaki en un combat per equips de sis dones. El 19 de desembre, Triple Tails va fer el seu debut com una unitat per a Pro Wrestling Wave, derrotant a Cherry, Gami i Tomoka Nakagawa en un esdeveniment principal de l'equip de sis dones.
El 29 de gener de 2011, les germanes Shirai van debutar a Smash, quan el grup Triple Tails (format per Io Shirai, Mio Shirai i Kana) va atacar Yusuke Kodama i Makoto després dels seus combats. Tanmateix, el trio va ser expulsat del ring dues vegades per Tajiri.
El 13 de febrer, Triple Tails va produir el seu primer esdeveniment, en el qual les germanes Shirai van enfrontar-se al duo masculí Momo no Seishun Tag (Atsushi Kotoge i Daisuke Harada), però van sortir derrotades.
El 25 de febrer, les Shirais van debutar oficialment a Smash 14, on es van unir a Kana per derrotar Ken Ohka, Tajiri i Yoshiaki Yago en un combat intergènere per equips de sis persones.
Al març, Triple Tails va participar en la sèrie Primavera Samba Series d'Osaka Pro Wrestling, mantenint-se invicte en sis combats per equips durant tota la gira.
El 30 d'abril, a Smash 16, Triple Tails va ser derrotat per Makoto, Serena Deeb i Syuri. Uns dies després, el 3 de maig, a Smash 17, les germanes Shirai van perdre un combat per equips contra Hikaru Shida i Syuri.
El segon esdeveniment organitzat per Triple Tails va tenir lloc el 8 de maig de 2011, en el qual Io, Mio i Kana van derrotar Akino, Kagetsu i Syuri en el combat principal.
El 23 de juliol de 2011, Triple Tails va celebrar una conferència de premsa per anunciar que Io Shirai deixaria l'equip després del seu tercer esdeveniment de producció, previst per al 18 de setembre, per centrar-se en la seva carrera individual.
El 21 d'agost, Triple Tails va debutar a Oz Academy, on van derrotar el trio format per Ayumi Kurihara, Hiren i Yumi Ohka.
El 14 de setembre, el grup va fer la seva última aparició a Pro Wrestling Wave, derrotant Cherry, Moeka Haruhi i Shuu Shibutani. Quatre dies després, el 18 de setembre, Triple Tails va disputar el seu tercer i últim esdeveniment juntes, en el qual van vèncer Dash Chisako, Ryo Mizunami i Sendai Sachiko.

### World Wonder Ring Stardom (2011–2018)

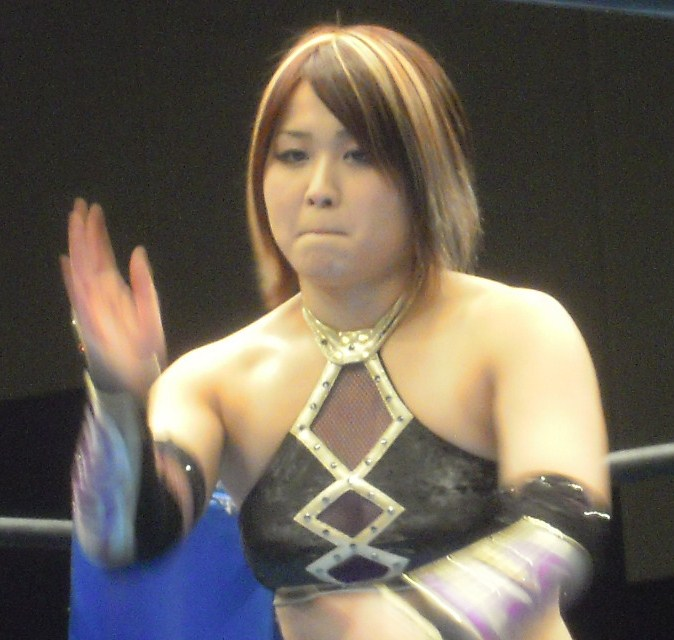
Odate en 2010.

Després de la seva sortida de Triple Tails, Io Shirai va debutar a World Wonder Ring Stardom el 14 d'agost de 2011. En el seu primer combat, va formar equip amb Nanae Takahashi per derrotar Yoko Bito i Yuzuki Aikawa en un combat per parelles, aconseguint el pin sobre Aikawa. Després de la victòria, Shirai va reptar Aikawa per al Wonder of Stardom Championship.. Io Shirai va continuar formant equip amb Nanae Takahashi durant tot el mes d'agost. No obstant això, el 25 de setembre de 2011, Shirai va ser derrotada per Yuzuki Aikawa en el seu intent de capturar el Wonder of Stardom Championship. El 10 d'octubre, Shirai i Takahashi van entrar al Goddesses of Stardom Tag League. Quan el torneig va concloure dues setmanes més tard, Io Shirai i Nanae Takahashi van finalitzar amb un rècord d'una victòria i dues derrotes, fet que els va impedir avançar a les fases següentsimpedir avançar a les fases següents. Al gener de 2012, Shirai va formar el Planet stable amb Arisa Hoshiki, Mayu Iwatani i Natsumi Showzuki. El 4 de març de 2012, Io Shirai va produir el seu propi esdeveniment independent anomenat Carino!, per commemorar el seu cinquè aniversari en la lluita lliure. Durant la celebració, Shirai va anunciar que deixaria de ser una lluitadora independent i s'uniria a Stardom. En el combat principal de la nit, Shirai va formar equip amb Dark Angel (d'qui s'havia fet amiga durant el seu pas per Mèxic) per derrotar Miho Wakizawa i Nanae Takahashi. El 25 de març de 2012, Io Shirai va ser derrotada per Natsuki Taiyo en el seu intent de guanyar el High Speed Championship, títol que havia reptat abans. El 22 d'abril de 2012, Io Shirai, Arisa Hoshiki i Natsumi Showzuki van arribar a les finals del six-woman tag team tournament de Stardom, dissenyat per determinar el millor equip de la promoció. No obstant això, van ser eliminades per Nanae Gundan (format per Miho Wakizawa, Yuuri Haruka i Nanae Takahashi).
Després del seu arrest per possessió de drogues al maig de 2012, Shirai va tornar el 22 de juliol, formant part del Stardom Rumble per a determinar a les últimes quatre participants del 5★Star GP2012 tournament. Shirai va anotar l'última eliminació de la lluita, després d'aplicar-li el pin a la seva companya d'equip Mayu Iwatani, i va aconseguir qualificar-se per al torneig. Shirai va acabar el torneig, que es va celebrar del 19 d'agost al 30 de setembre, amb dues victòries, un empat i una derrota, sense poder avançar a la final El 27 d'octubre, Shirai i Mayu Iwatani van ingressar a la Goddesses of Stardom Tag League 2012 sota el nom d'equip "Thunder Rock", derrotant als finalistes de l'any anterior, Kawasaki Katsushika Saikyou Densetsu (Natsuki ☆ Taiyo i Yoshiko) en la seva lluita d'anada i volta de round-robin. No obstant això després de perdre els seus dos round-robin matches, Shirai i Iwatani no van aconseguir qualificar per a la final del torneig. Shirai va acabar el 2012 perdent davant Kyoko Kimura el 24 de desembre, la guanyadora tindria el dret d'anar per qualsevol campionat de Stardom. El 14 de gener de 2013, Shirai amb Mayu Iwatani i Natsumi Showzuki, van entrar al torneig per a determinar a les primeres Artist of Stardom Champions. No obstant això van ser eliminades pel Team Shimmer (Kellie Skater, Portia Perez i Tomoka Nakagawa). sis dies després, Shirai i Iwatani van ser derrotades per Kawasaki Katsushika Saikyou Densetsu (Natsuki☆Taiyo i Yoshiko) pel Goddess of Stardom Championship.
El 24 de març de 2013, Shirai va derrotar a Kaori Yoneyama a les semifinals i Dark Angel a les finals, i es va convertir en la jugadora número 1 al  World of Stardom Championship, l'esdeveniment estrella més gran de la història, celebrat al Ryogoku Kokugikan el 29 d'abril.. Shirai es va enfrontar a la World of Stardom Champion, Alpha Female, per primera vegada el 31 de març, Io Shirai i Dark Angel van ser derrotades per Kyoko Kimura i la campiona, va aplicar el pin sobre Shirai per emportar-se la victòria. El 29 d'abril en Ryōgoku Cinderella, Shirai va derrotar a Alpha Female per a convertir-se en la tercera World of Stardom Champion. Shirai va defensar amb èxit el campionat el 2 de juny contra Yoshiko. El 17 d'agost, Shirai va derrotar a Kyoko Kimura per a la seva segona defensa titular. Des del 25 d'agost fins al 23 de setembre, Shirai va prendre part en el 5★Star GP2013, i va acabar amb un rècord de 3 victòries, una derrota i un empat, l'últim dia va tenir un empat amb la novella Takumi Iroha, fet que la priva de la final. Shirai i Iroha van formar aliança per al Goddesses of Stardom Tag Tournament 2013, però van ser eliminades en la primera ronda, el 20 d'octubre, per Kairi Hojo i Nanae Takahashi. El combat per al títol entre Shirai i Takahashi va tenir lloc el 4 de novembre a Stardom, al combat 100, amb Shirai guanyant per només un segon del límit del combat de 30 minuts, fet que li permeté retenir la tercera defensa del títol.. Abans de la lluita, Shirai li va oferir una oportunitat contra ella, a la lluitadora de JWP Joshi Puroresu wrestler, Arisa Nakajima. Nakajima va acceptar el repte amb la condició que primer pogués recuperar el JWP Openweight Championship. El 16 de desembre, el dia abans de la lluita amb Nakajima, aquesta va recuperar el campionat, per la qual cosa la lluita ara seria per al World of Stardom i el JWP Openweight Championships, el 29 de desembre. La lluita va ser limitada a 30 minuts de durada màxim. Abans de la lluita, Shirai va ser reptada per la campiona del High Speed Champion, Natsuki☆Taiyo. La lluita seria als premis anuals d'Stardom, aquest mateix dia abans de la lluita, Shirai va ser nomenada la promotion's MVP de 2013.
El 26 de gener de 2014, a l'esdeveniment del tercer aniversari d'Stardom, Shirai va derrotar la High Speed Champion Natsuki☆Taiyo, en una lluita on només hi havia en joc el World of Stardom Championship, aquesta victòria marcaria la seva cinquena defensa del títol. Prop del primer aniversari de la seva victòria al World of Stardom Championship, Shirai va prometre trencar els rècords de Nanae Takahashi tant per al regnat més llarg (602 dies), així com per al major nombre de defenses dels títols reeixides (set), al mateix temps anunciava que acceptava desafiaments de tot el món. Shirai va aconseguir la sisena defensa del títol  en contra de Cheerleader Melissa, el 16 de març, i la setena en contra de Alpha Female, el 29 d'abril. El 6 de maig, Shirai es converteix en doble campiona en Stardom, quan va derrotar a la lluitadora semirretirada Natsuki☆Taiyo pel High Speed Championship. El 17 de maig, Shirai va trencar el rècord amb 8 defenses reeixides del World of Stardom Championship després de derrotar a Star Fire en Lluita Fan Fest 7, que es va dur a terme a la Ciutat de Mèxic. Al seu retorn a Stardom, Shirai va derrotar a Takumi Iroha l'1 de juny, marcant la seva novena defensa reeixida. Després d'això li va oferir una oportunitat a Meiko Satomura, qui la va derrotar en un combat sense el títol en joc, a l'esdeveniment Sendai Girls 'Pro Wrestling, el 26 d'abril. El 10 de juliol, Shirai va derrotar a Satomura, fou la seva desena defensa del títol amb èxit. El 20 de juliol, Shirai va tenir l'oportunitat d'aconseguir ser la primera Campiona Triple Corona d'Stardom, però ella i Takumi Iroha, conegudes col·lectivament com "Heisei Star", van fracassar en el seu intent de capturar el Goddess of Stardom Championship, que pertanyia a Kimura Monster-gun (Alpha Female i Kyoko Kimura). El 10 d'agost, Shirai va perdre el World of Stardom Championship davant Yoshiko, i acabà el seu regnat de 468 dies i 10 defenses amb èxit.

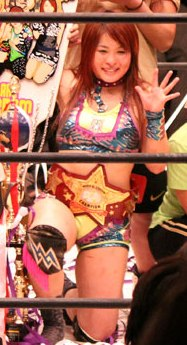
Masami com a la World of Stardom Champion el 2014.

Després del seu enfrontament en el World of Stardom Championship, Shirai i Yoshiko van acordar formar una nova associació, a la qual també es va unir Mayu Iwatani, Reu Hazuki i Takumi Iroha. Les 5 nascudes a l'Era Heisei, i va començar una rivalitat. Del 24 d'agost al 23 de setembre, Shirai participà a ee 5★Star GP 2014. Després de tres victòries i dues derrotes, Shirai va arribar a les finals, on va derrotar a Yoshiko i guanyà el torneig. El 3 de novembre, Yoshiko i Shirai, es van fer cridar "Heisei-gun" ("Armada Heisei"), van desafiar sense èxit a Nanae Takahashi i Kairi Hojo de Shōwa-gun ("Armada Shōwa") i per al Goddess of Stardom Championship. Més tard, en aquest mes, Shirai i Mayu Iwatani van arribar a la final del Goddesses of Stardom Tag League 2014, però van ser derrotades per Hojo i Takahashi. El 24 de novembre, Shirai va tenir la seva primera defensa exitosa del High Speed Championship davant la integrant de Shōwa-gun, Koguma. El 7 de desembre, Shirai es converteix en doble campiona, quan ella i les seves companyes de Heisei-gun, Mayu Iwatani i Takumi Iroha van derrotar a Tomodachi Mania (Hatsuhinode Kamen, Kaori Yoneyama i Tsubasa Kuragaki) per guanyar l'Artist of Stardom Championship. El 14 de febrer, Shirai participaria de l'esdeveniment independent que la seva germana va organitzar, anomenat M.I.O event, Io Shirai va derrotar a Mio Shirai en el combat principal de la nit, i va ser la seva primera lluita juntes després de 3 anys. El 22 de febrer, Shirai va perdre el High Speed Championship davant Koguma en la seva tercera defensa. El 29 de març, després de la suspensió de Yoshiko de Stardom, Shirai va entrar en un four-woman tournament, per a determinar la nova World of Stardom Champion. Després de derrotar a Takumi Iroha, va avançar a les finals del torneig, on va ser derrotada per Kairi Hojo. El 14 d'abril, Heisei-gun va ser desposeïda de l'Artist of Stardom Championship, després de la lesió de genoll de Iroha El 6 de maig, Shirai i Iwatani first van derrotar a Oedo Tai (Kris Wolf i Star Fire), i després a Candy Crush (Chelsea Diamond i Kairi Hojo) guanyant el torneig del vacant Goddess of Stardom Championship. El 17 de maig, Shirai va derrotar Nikki Storm en un combat per a guanyar el vacant Wonder of Stardom Championship, convertint-se en la primera lluitadora a haver guanyat els cinc campionats de Stardom.
Abans de l'imminent retir de Mio Shirai de la lluita lliure professional, va debutar a Stardom el 26 de juliol per lluitar contra el que es va dir "L'última lluita de les germanes Shirai juntes", on Les Shirais van derrotar a Hiroyo Matsumoto i Mayu Iwatani. El 23 de setembre, Shirai i Iwatani van trencar el rècord a la major ratxa de defenses exitoses del Goddess of Stardom Championship, derrotant a Dash Chisako i Sendai Sachiko, en la seva quarta defensa. El 17 d'octubre, Shirai va derrotar a Mia Yim en Covina, Califòrnia, durant el Tour americà de Stardom, per guanyar la seva sisena defensa titular del Wonder of Stardom Championship. Durant el segon esdeveniment en Baldwin Park, Califòrnia l'endemà passat, Shirai i Iwatani van guanyar la seva cinquena defensa del Goddess of Stardom Championship en derrotar a Hiroyo Matsumoto i Kellie Skater. El 8 de novembre, Shirai i Iwatani van guanyar el Goddesses of Stardom Tag Tournament 2015, derrotant a Alex Lee i Kaori Yoneyama en la primera ronda, i a la final a Hiroyo Matsumoto i Santana Garrett, que suposava la seva sisena defensa amb èxit del Goddess of Stardom Championship. Després de 7 defenses exitoses, Shirai va perdre el Wonder of Stardom Championship davant Santana Garrett el 23 de novembre, a la lluita també estava en joc el campionat de Garrett, el qual era el NWA World Women's Championship. El 7 de desembre, Tòquio Sports vot per Shirai com la joshi wrestler of the year sobri Kairi Hojo, Meiko Satomura i Saki Akai.
El 23 de desembre, Shirai va derrotar a Meiko Satomura per a convertir-se en al primera campiona a guanyar dues vegades el World of Stardom Champion. Mentrestant, Thunder Rock va continuar el seu regnat com les Goddess of Stardom Champions, derrotant a l'equip de novelles, compost per Jungle Kyona i Momo Watanabe el 10 de gener de 2016, per a la seva setena defensa exitosa. El 17 de gener, Shirai fa la seva primera defensa amb èxit del World of Stardom Championship davant Kairi Hojo. El 28 de febrer, Shirai es va convertir en triple campiona, quan ella, Iwatani i Kairi Hojo conegudes com "Threedom", van derrotar a Evie, Hiroyo Matsumoto i Kellie Skater per guanyar l'Artist of Stardom Championship. A l'abril, Shirai, al costat de Iwatani i Hojo, van anar als Estats Units d'Amèrica del Nord, per formar part de la Lluita Underground i Vendetta Pro Wrestling on es va aliar amb Black Lotus, Hojo i Iwatani per a formar "The Black Lotus Triad", derrotant així a Pentagón Dark en una Gauntlent Match. El 15 de maig, Shirai va derrotar a Iwatani per a la seva quarta defensa reeixida del World of Stardom Championship. més tard el mateix mes, les lluitadores de Stardom van començar un tour per Europa, durant aquest tour es va donar a conèixer el Stardom World Association (SWA) World Championship. El 21 de maig, Shirai va derrotar en primera instància a Kay Lee Ray, després a Dragonita en les semifinals i a Toni Storm en les finals, per a així guanyar el torneig i convertir-se en la campiona inaugural. Després d'establir rècords tant per al regnat més llarg com per a les defenses de títol més reeixides, Shirai i Iwatani van perdre el Goddess of Stardom Championship davant Kagetsu i Kyoko Kimura en l'onzena defensa titular el 16 de juny. El 24 de juliol, Shirai va perdre el SWA World Championship davant Toni Storm en la seva tercera defensa titular. Al següent dia, Shirai va anunciar que estava sent sotmesa a una cirurgia de cóccix, però només s'esperava perdre un mes d'acció en el ring. El 2 d'octubre, Threedom va perdre el Artist of Stardom Championship davant Oedo Tai (Hana Kimura, Kagetsu i Kyoko Kimura) en la seva tercera defensa. L'11 de novembre, Thunder Rock va arribar a les finals del Goddesses of Stardom Tag League 2016. Després de perdre davant Kairi Hojo i Yoko Bito, Shirai va trair a Iwatani, deixant a Thunder Rock i Threedom, anunciant la seva nova aliança amb una dona emmascarada.
El 20 de novembre, Shirai i la seva nova companya, ara conegudes com "HZK", es van unir a Momo Watanabe, qui va trair a Mayu Iwatani durant una lluita en equips. El nou stable dirigit per Shirai va ser posteriorment denominat "Queen's Quest". El 14 de desembre, Shirai va ser guardonada amb el seu segon i consecutiu joshi wrestler of the year per Tòquio Sports. Shirai va tancar el seu any en fer la seva novena defensa exitosa del World of Stardom Championship contra la seva excompaya d'equip, Mayu Iwatani el 22 de desembre. El 7 de gener de 2017, Queen's Quest es van convertir en les noves Artist of Stardom Champions després en derrotar Oedo Tai (Kagetsu, Kyoko Kimura i Viper) per al títol vacant. L'11 de febrer, després que Momo Watanabe fou baixa per la seva lesió, Azumi es va convertir en la nova membre del Queen's Quest, adoptant el nom de ring "AZM". El 23 de febrer, Shirai va fer la seva onzena defensa amb èxit del World of Stardom Championship contra Shayna Baszler, trencant el seu propi rècord del major nombre de defenses del títol. El 9 de març, Shirai va celebrar el seu desè aniversari en la lluita lliure professional amb un esdeveniment especial, en el qual va formar equip amb Meiko Satomura i va derrotar Chihiro Hashimoto i Mayu Iwatani a l'esdeveniment principal. El 9 d'abril, Queen's Quest van ser desposeïdes de l'Artist of Stardom Championship per la lesió de Watanabe. Queen's Quest, ara representada per Shirai, AZM i HZK, va recuperar el títol sis dies després en derrotar Oedo Tai (Hana Kimura, Kagetsu i Rosa Negra) a les finals del torneig. Elles van perdre el campionat davant Hiromi Mimura, Kairi Hojo and Konami a la seva primera defensa, el 6 de maig, i el van recuperar el 4 de juny. Van perdre el títol de Team Jungle (Hiroyo Matsumoto, Jungle Kyona i Kaori Yoneyama) a la seva primera defensa, el 17 de juny. Després d'un regnat de 18 mesos amb un rècord de 14 defenses de títol, Shirai va perdre el World of Stardom Championship davant la Wonder of Stardom Champion Mayu Iwatani el 21 de juny. L'endemà, Shirai va anunciar que estava en tractament per una lesió al coll. S'havia lesionat en rebre un piledriver de Toni Storm durant la seva lluita per al World of Stardom Championship, el 14 de maig.
Shirai va tornar de la seva lesió el 30 de juliol, oferint a Viper (qui era membre de Oedo Tai), un lloc en Queen's Quest. Després que Viper acceptés l'oferta, Shirai va prometre recuperar  l'Artist of Stardom Championship i guanyar el 5★Star GP 2017. El 13 d'agost, Shirai, HZK i Viper van recuperar l'Artist of Stardom Championship en derrotar Matsumoto, Kyona i Yoneyama. El 19 de novembre, Shirai va derrotar Yoko Bito per guanyar el Wonder of Stardom Championship per segona ocasió. El 14 de desembre, Shirai es va convertir en el primer lluitador de la història a guanyar tres premis consecutius a la lluitadora de l'any per Tòquio Sports.
El 23 de maig, Shirai va perdre el Campionat Wonder of Stardom davant Momo Watanabe a la seva dotzena defensa del títol. El 29 de maig de 2018, Stardom va anunciar la retirada de Shirai després del seu darrer combat, el 17 de juny.

### WWE (2017–present)

#### Mae Young Classic (2017-2018)
A l’octubre de 2016, el butlletí informatiu de Wrestling Observer Newsletter va comunicar que tant Shirai com Kairi Sani havien estat contactades per WWE i els van fer ofertes de contracte a WWE, a partir de 2017. Segons s'informa, Shirai va acceptar l’oferta.. Al març de 2017, Shirai va participar en una audició de WWE al WWE Performance Center a Orlando, Florida. No es preveia que la seva audició es fes pública, però per un error de comunicació, va sortir al lloc web oficial de WWE en un article que va ser eliminat poc després.. Després de la prova, Shirai va confirmar que se li havia ofert un contracte.

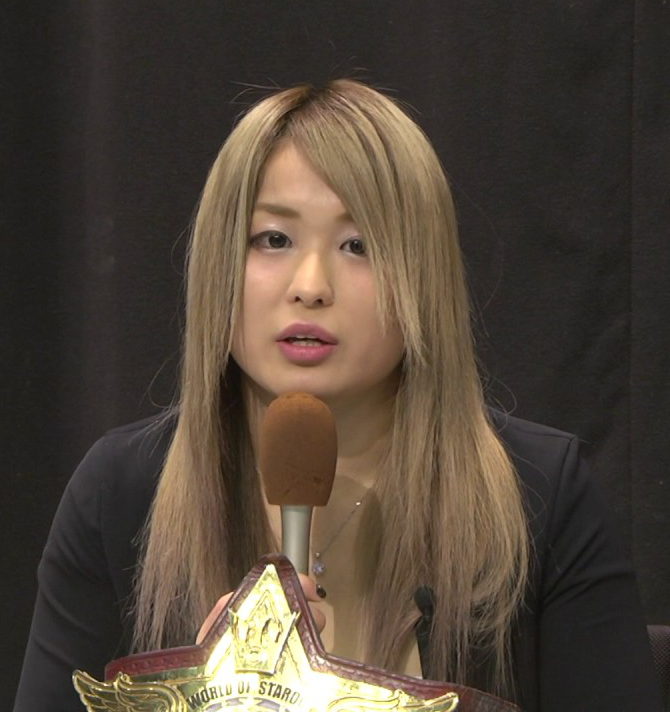
Shirai el 2017.

El 15 de maig de 2017, Dave Meltzer del Wrestling Observer Newsletter va informar que Shirai havia acceptat l'oferta de contracte de WWE. Al mes següent, es va informar que en un examen mèdic de WWE s'havia descobert una lesió al coll que retardaria el debut a WWE de Shirai. A l'agost, Meltzer va comunicar que així com els metges havien permès Shirai tornar al ring, WWE havia cancel·lat la seva oferta de contracte, indicant que la companyia tenia una "regla general de no voler contractar un nou talent que té problemes de commoció cerebral o problemes de coll". Més tard es va informar que l'examen mèdic també havia trobat un problema amb el cor de Shirai. Els metges japonesos havien permès competir Shirai, però els documents de WWE van suggerir no signar el contracte. Sis mesos després, el 28 de maig de 2018, Tòquio Sports va informar que Shirai estava en converses amb WWE. El 29 de maig, Shirai va anunciar que deixaria Stardom.
Shirai va fer la seva primera aparició oficial per a la promoció el 30 de juny en un house xou de WWE en el Ryōgoku Kokugikan, on es va anunciar que havia signat amb la promoció i competiria al seu territori, NXT. Al juliol, es va anunciar que Shirai participaria al segon torneig Mae Young Classic. El 8 d'agost, Shirai va derrotar a Xia Brookside a la primera ronda del torneig al seu combat debut a WWE. L'endemà, el 9 d'agost, Shirai va derrotar a Zeuxis a la segona ronda, Deonna Purrazzo als quarts de final i Rhea Ripley a les semifinals per avançar a la final del torneig, que va tenir lloc a WWE Evolution, el 28 d'octubre, on Shirai va ser derrotada per Toni Storm.

#### NXT (2018-2022)
A la seva primera aparició per a NXT, Shirai va debutar el 17 de novembre, a NXT TakeOver: WarGames on ella i Dakota Kai van salvar la seva millor amiga Kairi Sani durant el seu combat amb Shayna Baszler d'un assalt de les seves aliades Jessamyn Duke i Marina Shafir. A l'episodi del 19 de desembre de NXT, que va ser el seu debut televisiu, Shirai es va associar amb Kai quan les dues van derrotar Duke i Shafir en una lluita per equips, i a causa de la seva victòria, una setmana després, Shirai va competir en un fatal–four-way match per a determinar la contendent número u per al Campionat Femení de NXT. El combat va ser guanyat per Bianca Belair. Poc després, amb Kai fora de joc per una lesió, Shirai va continuar formant equip amb Sane, formant un equip conegut com "Les Pirates del Cel" mentre continuava derrotant a diversos equips.

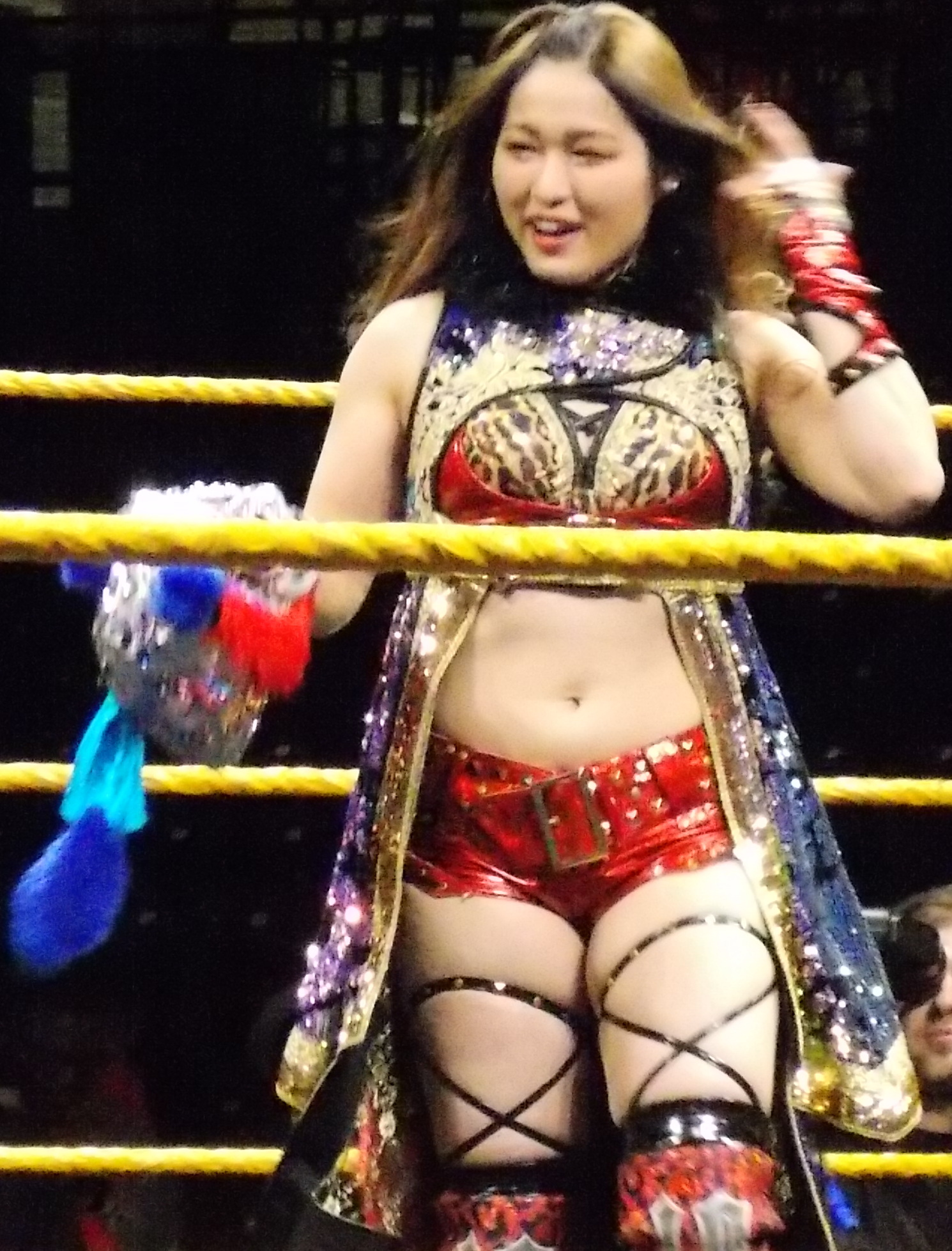
Shirai el 2019.

El 5 d'abril de 2019, a NXT TakeOver: Nova York, Shirai i Sani van participar en una fatal–four-way match pel Campionat Femení de NXT. Ambdues no van aconseguir capturar el títol ja que Baszler va retar Bianca Belair per a retenir el títol. Només sis dies després, l'11 d'abril (episodi transmès en cinta amb retard el 17 d'abril), Shirai va interferir a la revenja de Sane amb Baszler i la va atacar mentre buscava danyar a Sane, la qual cosa va resultar una derrota per desqualificació per a Sane. Com a resultat, a Sane ja no se li va permetre competir per al Campionat Femení de NXT, fet l'esborrava de la marca.
Després del moviment al roster principal de Sane i la dissolució de Les Pirates del Cel, Shirai va continuar la seva enemistat amb Baszler, Duke i Shafir mentre els tres l'atacaven contínuament. Això finalment va portar a una lluita per al títol entre Shirai i Baszler per al Campionat Femení de NXT en NXT TakeOver: XXV l'1 de juny.  A l'esdeveniment, Shirai no va aconseguir derrotar Baszler, malgrat la interferència i l'atac de Candice LeRae a Duke i Shafir. Unes setmanes més tard, a l'episodi del 26 de juny de NXT, Shirai va rebre una revenja contra Baszler en un steel cage match, no obstant això, una vegada més no va aconseguir capturar el títol. Després del combat, Shirai va atacar LeRae (qui una vegada més va eliminar Duke i Shafir) ella mateixa, canviant a heel per primera vegada en la seva carrera a WWE. A l'estiu, Shirai va desenvolupar una nova imatge, usant un nou tema d'entrada i vestint cuir negre i va continuar la seva rivalitat amb LeRae. La història entre les dues va culminar en un combat a NXT TakeOver: Toronto el 10 d'agost, que Shirai guanyaria per rendició.
Al novembre, Shirai va ser anunciada com a una de les participants al primer WarGames Match femení  de l'equip de Shayna Baszler que estava barallant amb Rhea Ripley. A TakeOver: War Games, el 23 de novembre, l'equip de Baszler va perdre davant Ripley i Candice LeRae, malgrat tenir un avantatge numèric de 2 contra 4.
Durant una lluita contra Toni Storm a l'episodi del 22 de gener de 2020 de NXT, Shirai va sofrir una lesió menor que la va mantenir lesionada durant dos mesos. Va tornar el 25 de març a NXT, derrotant a Aliyah i també qualificant-se per la una a número u.
A l'episodi del 8 d'abril de NXT, Shirai va guanyar el combat d'escala per una oportunitat contra la nova Campiona Femenina de NXT, Charlotte Flair. Va rebre la seva lluita per al títol el 6 de maig a NXT, que va guanyar per desqualificació quan Flair la va atacar amb un pal de kendo. Durant el maig, Shirai va entrar en una història amb Flair i Ripley (als qui Flair va derrotar per guanyar el títol a WrestleMania 36), que va portar a una lluita de triple amenaça en TakeOver: In Your House. A l'esdeveniment, el 7 de juny, Shirai va derrotar Flair i Ripley per guanyar el Campionat Femení de NXT, fou la seva primera victòria al títol a WWE. Durant l'estiu, Shirai canviaria a tweener i defensaria amb èxit el seu títol contra Tegan Nox i Dakota Kai. Al setembre, Shirai va renovar la seva rivalitat amb Candice LeRae. La seva enemistat va provocar dues baralles pel títol, inclosa la primera lluita de tables, ladders and scares match, en la qual Shirai va poder retenir el títol.
El 14 de febrer de 2021, en NXT TakeOver: Vengeance Day Shirai va derrotar Mercedes Martinez i Toni Storm per retenir el títol. El 10 de març, en un episodi de NXT Shirai reptà a Storm. El 7 d'abril, a l'esdeveniment principal de la nit 1 a NXT TakeOver: Estand & Deliver, finalitzaria el seu feu amb Raquel González que seria la guanyadora, Shirai perdre el títol. Acabà el seu regnat amb 304 dies totals, sent el tercer regnat més llarg d'aquest títol.
Shirai va fer el seu retorn a NXT el 8 de juny atacant Candice LeRae i després la cantant Poppy. En les setmanes següents Shirai es va aliar a Zoey Stark com un equip. El 29 de juny a l'episodi de NXT, elles van guanyar en una triple amenaça una oportunitat per als Campionats Femenins de Parella de NXT. On  The Great American Bash Shirai i Stark derrotarien The Way (Candice LeRae i Indi Hartwell) per aconseguir els títols. El 7 de setembre durien a terme la seva primera defensa derrotant l'equip de Kacy Catanzaro i Kayden Carter.
El 7 de setembre de NXT, van defensar amb èxit els campionats davant l'equip de Kacy Catanzaro i Kayden Carter. Fent el mateix davant Toxic Attraction (Gigi Dolin i Jacy Jayne) en l'episodi del 28 de setembre. A Halloween Havoc, Shirai i Stark van perdre els campionats en una triple amenaça de duples en una lluita tipus Scareway to Hell Ladder (en la qual també estaven involucrades Indi Hartwell i Pèrsia Pirotta) contra Toxic Attraction (Dolin i Jayne), finalitzant el seu regnat als 111 dies. A WarGames, Shirai es va associar amb Cora Jade, Kay Lee Ray i Raquel González per derrotar l'equip de Dakota Kai i Toxic Attraction (Dolin, Jayne i Rose) en un combat tipus WarGames. El 2022, Shirai es va aliar amb Kay Lee Ray després de salvar-la de l'atac de Toxic Attraction. Com a equip, després van ingressar al Clàssic de parelles de Dusty Rhodes femení. Van derrotar l'equip de Amari Miller i Lash Legend a la primera ronda, Kacy Catanzaro i Kayden Carter a les semifinals i Wendy Choo i Dakota Kai a la final. Posteriorment, Shirai i Ray van decidir desafiar a Mandy Rose per al Campionat Femenil de NXT a Estand & Deliver en lloc dels títols de parelles de Dolin i Jayne, i van convertir el combat en una amenaça quàdruple en la qual també estava involucrada Cora Jade, no obstant això, va ser derrotada. Després va estar de baixa a causa d'una lesió.

#### Damage CTRL (2022-present)
El 30 de juliol, Shirai va fer el seu retorn després d'haver estat lesionada, a SummerSlam al costat de Bayley i Dakota Kai, amb les tres sent aliades i confrontant-se a la Campiona Femenina de Raw, Bianca Belair. Shirai va ser presentada amb el nou nom de Iyo Sky i es va unir a la marca Raw com heel (rude). En el següent episodi de Raw, el trio va atacar a Becky Lynch, Alexa Bliss i Asuka. El combat debut de Sky va ser contra Belair i va anar no titular, el qual va resultar sense guanyadora a causa d'una interferència de Asuka, Bliss, Kai i Bayley, en entrar al ring i començar una baralla. La setmana següent, el trio va reptar a Asuka, Belair i Bliss en un combat entre equips a Clash at the Castle. Sky i Kai després van participar al Torneig pels Campionats Femenins en Parelles i van guanyar la primera ronda i les semifinals, però no van aconseguir obtenir la victòria en les finals, i per tant no van obtenir els títols. En Clash at the Castle, el stable de Sky, Bayley, i Kai va ser batejat com Damage Control i van guanyar el combat. A l'esdeveniment del 12 de setembre de Raw, Sky i Kai van derrotar les Campiones Femenines en Parelles, Aliyah i Raquel Rodríguez. A l'esdeveniment del 31 d'octubre de Raw, van perdre els títols davant Asuka i Bliss. Sky i Kai van recuperar els campionats a Crown Jewel, on es van enfrontar a les campiones en una revenja. El 26 de novembre a Survivor Sèries WarGames, Damage CTRL, Rhea Ripley, i Nikki Cross van perdre davant Belair, Asuka, Bliss, Mia Yim, i Becky Lynch en un combat d'estipulació WarGames.
El 28 de gener de 2023, Sky va participar al Royal Rumble femení, a l'esdeveniment titular. Va eliminar a cinc lluitadores, quatre de les quals van ser tretes per ella, Bayley, i Kai, abans de ser eliminada per Lynch. En l'episodi del 27 de febrer de Raw, Sky i Kai van perdre els seus títols davant Lynch i Viró; fet que acabà amb el seu segon regnat de 114 dies. El 6 de març, ella, Kai i Bayley van ser desafíades per Lynch, Viró i Trish Stratus a una lluita per equips, de tres contra tres a WrestleMania 39, la qual van acceptar.. L'1 d'abril, a la primera nit de l'esdeveniment, el seu equip va perdre, a més de marcar el debut de Sky a WrestleMania.

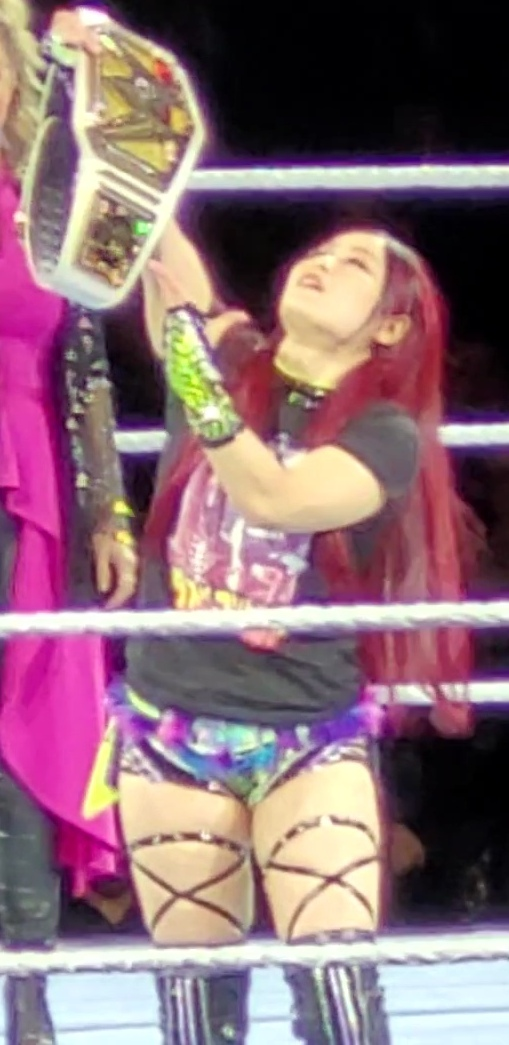
Sky com a Campiona Femenina de WWE, a l'octubre de 2023.

A l'episodi del 10 d'abril de Raw, Sky va guanyar una de triple amenaça en derrotar Yim i Piper Niven, i va obtenir un combat pel títol contra la campiona femenina de Raw Bianca Belair a Backlash. Com a part del Draft 2023, va ser traslladada al costat de les seves companyes de Damage CTRL a la marca SmackDown. Més tard a Backlash, va fracassar en el seu intent d'arrabassar-li el cinturó a Belair en caure derrotada. A l'esdeveniment del 9 de juny de SmackDown, Sky va derrotar Shotzi per classificar-se a la lluita d'escales per al maletí de Money in the Bank femení. L'1 de juliol, a l'esdeveniment, Sky va guanyar el contracte de Money in the Bank, atorgant-li un combat de la seva elecció per al Campionat Femení de WWE, o el Campionat Mundial Femení. Durant la contesa, Bayley va interceptar Sky mentre intentava capturar el maletí de Money in the Bank. En represàlia, Sky va emmanillar a Bayley i Becky Lynch juntes, abans de despenjar el maletí. En SummerSlam, Sky va canviar el seu contracte Money in the Bank contra Bianca Belair, després que aquesta última s'enfrontés a Asuka i Charlotte Flair en una triple amenaça. Sky va derrotar Belair i va guanyar el seu primer Campionat Femení de WWE. El 7 d'octubre a Fastlane, Sky va tenir la seva primera defensa del títol amb èxit en una triple amenaça davant Asuka i Flair. El 4 de novembre a Crown Jewel, va retenir el seu títol contra Belair, amb ajuda de la redebutante Kairi Sani. A Survivor Sèries WarGames, Damage CTRL va perdre davant Belair, Flair, Becky Lynch, i Shotzi en una lluita d'estil WarGames.
El 5 de gener de 2024, en SmackDown: New Year's Revolution, va defensar el seu títol amb èxit davant Michin. A  l'esdeveniment del 2 de febrer de SmackDown, Bayley va confrontar a Iyo, Kairi i Asuka després de sentir-les parlar sobre ella a la seva esquena. Posteriorment, les tres la van atacar. No obstant això, va aconseguir defensar-se exitosament de l'emboscada, per a després triar-la, a ella, com a oponent per enfrontar-se a WrestleMania XL per al Campionat Femení de WWE. El 7 d'abril a la segona nit d'aquest esdeveniment, Bayley la va derrotar i guanà el títol, acabant el seu regnat als 246 dies.
A l'esdeveniment del 29 d'abril de 2024 de Raw, durant la segona nit del Draft de WWE, ella i les seves companyes de Damage CTRL, Asuka, Kairi i Dakota van ser traslladades a la marca. A l'esdeveniment del 6 de maig de Raw, va derrotar Natalya per avançar als quarts de final del torneig Queen of the Ring, i una setmana després va fer el mateix en vèncer Shayna Baszler per a progressar a les semifinals, on finalment va ser derrotada per Lyra Valkyria. A l'esdeveiment del 17 de juny de Raw, Sky va derrotar Kiana James i Zelina Vega en una triple amenaça classificatòria per a la lluita d'escales per al maletí Money in the Bank. El 6 de juliol no va aconseguir aconseguir guanyar el maletí. A la jornada, del 29 de juliol, de Raw, va canviar de costat amb la resta de Damage CTRL quan van enfrontar-se a l'equip nou Pure Fusion Collective; Shayna Baszler, Zoey Stark i Sonya Deville.
Durant els mesos posteriors, Sky va començar a fer equip amb Sane mentre Asuka i Kai es recuperaven d'algunes lesions. En l'episodi del 14 d'octubre de Raw, Sky i Sani van fallar tractant de guanyar els Campionats Femenins en Parelles de Bianca Belair i Jade Cargill, després d'una distracció propiciada per les membres de NXT de The Meta-Four (Jakara Jackson i Lash Legend). Això les va portar a una trobada per equips en l'episodi del 22 d'octubre de NXT, el qual va acabar sense guanyadores després que Chelsea Green i Piper Niven les ataquessin a les quatre. El 2 de novembre en Crown Jewel, Sky i Sani van fallar intentant guanyar els títols en una lluita fatal de quatre entre els tres equips, amb Belair aplicant el compte sobre Niven per a retenir. En l'episodi següent de Raw, Sky va guanyar una batalla real després d'eliminar a l'última competidora, Lyra Valkyria, convertint-se així en la contendent principal al Campionat Mundial Femení. En l'episodi del 18 de novembre de Raw, es va unir a l'equip de Rhea Ripley, Bianca Belair, Jade Cargill (després reemplaçada per Bayley) i Naomi per a enfrontar a Liv Morgan, Raquel Rodríguez, Nia Jax, Tiffany Stratton i Candice LeRae, el 30 de novembre en un combat WarGames en Survivor Sèries: WarGames. En l'esdeveniment, el seu equip va sortir victoriós.

### Dream Star Fighting Marigold (2024)
L'11 de juny, es va anunciar que reptaria Utami Hayashishita a una lluita el 13 de juliol a Marigold Summer Destiny. En aquest esdeveniment, Sky va sortir victoriosa.

## Personatge lluitador i el seu llegat
És notori que el personatge lluitador de Shirai està inspirat per Rei Mysterio. El 2016, Dave Meltzer de Wrestling Observer Newsletter es va referir a Shirai i a les seves companyes lluitadores, també japoneses, Kairi Hojo i Mayu Iwatani, com «tres de les millors lluitadores del món».

## Altres mitjans
Al març de 2017, Odate va aparèixer com a model gravure en la revista Weekly Playboy.

### Videojocs
| Any  | Títol         | Notes                                                 | Ref.    |
| ---- | ------------- | ----------------------------------------------------- | ------- |
| 2017 | WWE Mayhem    | Per a iOS i Android - com Io Shirai                   | [ 239 ] |
| 2018 | WWE SuperCard | Joc d'actualitzacions periòdiques per a iOS i Android | [ 240 ] |
| 2019 | WWE 2K20      | Com Io Shirai                                         | [ 241 ] |
| 2019 | WWE Universe  | Per a iOS i Android - com Io Shirai                   | [ 242 ] |
| 2022 | WWE Champions | Per a iOS i Android - com Iyo Sky                     | [ 243 ] |
| 2022 | WWE 2K22      | Com Io Shirai                                         | [ 244 ] |
| 2023 | WWE 2K23      | Com Iyo Sky                                           | [ 245 ] |
| 2024 | WWE 2K24      | Com Iyo Sky                                           | [ 246 ] |

## Campionats i assoliments
- JWP Joshi Puroresu

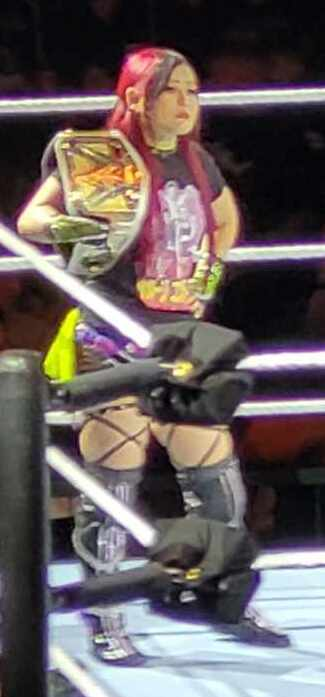
Sky és una excampeona Femenina de WWE.

  - 5th Júnior All Star Photogenic Award (2007) – amb Mio Shirai

- Pro Wrestling Wave
  - TLW World Young Women's Tag Team Championship (1 vegada) – amb Mio Shirai
  - Captain's Fall Six Person Tag Team Tournament (2009) – amb Gami i Mio Shirai
  - TLW World Young Women's Tag Team Tournament (2009) – amb Mio Shirai

- Tòquio Sports
  - Joshi Puroresu Grand Prize (2015, 2016, 2017)[247][82]

- World Wonder Ring Stardom
  - Artist of Stardom Championship (6 vegades) – amb Mayu Iwatani i Takumi Iroha (1), Kairi Hojo i Mayu Iwatani (1), HZK i Momo Watanabe (1), AZM i HZK (2), amb HZK i Viper (1)[63][89][108][248]
  - Goddess of Stardom Championship (1 vegada) – amb Mayu Iwatani[71]
  - High Speed Championship (1 vegada)
  - SWA World Championship (1 vegada)
  - Wonder of Stardom Championship (2 vegades)
  - World of Stardom Championship (2 vegades)
  - 5★Star GP (2014)
  - Artist of Stardom Championship Tournament (2017) – amb AZM i HZK
  - Goddess of Stardom Championship Tournament (2015) – amb Mayu Iwatani[71]
  - Goddesses of Stardom Tag Tournament (2015) – amb Mayu Iwatani
  - Xarxa Belt Challenger Tournament (2013)[19]
  - SWA World Championship Tournament (2016)
  - Gran eslam Champion (primera)[249]
  - 5★Star GP Best Match Award (2015) vs. Mayu Iwatani
  - 5★Star GP Technique Award (2013, 2017)[26]
  - Premi a la millor lluita (2015) vs. Meiko Satomura
  - Premi a la millor lluita (2016) vs. Mayu Iwatani
  - Premi al millor Tag Team (2015) amb Mayu Iwatani[250]
  - MVP Award (2013, 2014, 2016)[37][251]
  - Premi al Millor Acompliment (2017)

- WWE
  - WWE Women's Championship (1 vegada)
  - WWE Women's Tag Team Championship (2 vegades) - amb Dakota Kai[252]
  - NXT Women's Championship (1 vegada)[253]
  - NXT Women's Tag Team Championship (1 vegada) - amb Zoey Stark[188]
  - Money in the Bank (2023)[213]
  - Dusty Rhodes Women's Tag Team Classic (2022) - amb Kay Lee Ray.
  - NXT Year–End Award (3 vegades)
    - Future Star of NXT (2018)
    - Female Competitor of the Year (2020)
    - Overall Competitor of the Year (2020)

- Altres Campionats
  - America's World Mixed Tag Team Championship (1 vegada) – amb Nosawa

- Pro Wrestling Illustrated
  - Situada en el Nº4 en el PWI Female 100 en 2018[254]

## Lluites d'Apostes
| Guanyadora (aposta)   | Perdedora (aposta)    | Locación                | Esdeveniment        | Data                   | Notes |
| --------------------- | --------------------- | ----------------------- | ------------------- | ---------------------- | ----- |
| Io Shirai (cabellera) | La Malèfica (màscara) | Pachuca, Hidalgo, Mèxic | esdeveniment en viu | 1 de novembre del 2011 |       |